# 安多弗 (麻薩諸塞州普查規定居民點)
安多弗（英語：Andover）是位於美國麻薩諸塞州艾塞克斯縣的一個普查規定居民點。

## 人口
根據2020年美國人口普查的數據，安多弗的面積為9.76平方千米，當中陸地面積為9.55平方千米，而水域面積為0.21平方千米。當地共有人口9735人，而人口密度為每平方千米997.44人。